# Club Deportivo Logroñés "B"
Club Deportivo Logroñés "B" fue un equipo de fútbol español localizado en Logroño, La Rioja. Fundado en 1950, fue el equipo reserva del Club Deportivo Logroñés, y fue disuelto en el año 2000.

## Historia

### Estapas del club
- Club Deportivo Recreación de Logroño (1950–1968)
- Club Deportivo Logroñés Promesas (1968–1991)
- Club Deportivo Logroñés "B" (1991-2000)

## Escudo
El Club Deportivo Logroñés “B” usaba el mismo escudo que el Club Deportivo Logroñés, el cual había sido heredado del desaparecido Club Deportivo Logroño.
Es formado por un círculo negro con una estrella de seis puntas blancas y rojas y las siglas CDL, las cuales representan al club en el interior.

## Himno
El himno del Club Deportivo Logroñés y sus filiales fue obra del compositor José "Pepe" Eizaga Otañes y uso música de Lorenzo Blasco.

## Estadio
Inaugurado en 1982, con una capacidad de 3.500 espectadores, el Estadio Mundial 82 es un estadio de fútbol localizado en Logroño, La Rioja, donde el Club Deportivo Logroñés “B” jugaba sus partidos como local.

## Datos del club
- Temporadas en Segunda División B: 6
  - Mejor posición en Segunda División B: 9°.
  - Peor posición en Segunda División B: 20°.
  - Partidos jugados: 228[6]
  - Ganados: 62[6]
  - Perdidos: 100[6]
  - Empatados: 66[6]

- Temporadas en Tercera División: 15
  - Mejor posición en Tercera División: 2.°
  - Peor posición en Tercera División: 17.°
  - Partidos jugados: 527[6]
  - Ganados: 195[6]
  - Perdidos: 222[6]
  - Empatados: 121[6]
- Mayor goleada a favor: C. D. Logroñés “B” 5-0 C. D. Mosconia.
- Mayor goleada recibida: C. D. Logroñés “B” 0-5 U. D. Salamanca.

## Temporadas
| Temporada | Nivel | División                      | Posición |
| --------- | ----- | ----------------------------- | -------- |
| 1950-51   | 3     | 3ª (Grupo II)                 | 14.º     |
| 1951-52   | 3     | 3ª (Grupo II)                 | 4.º      |
| 1952-53   | 3     | 3ª (Grupo II)                 | 17.º     |
| 1953-54   | 4     | 1ª Regional Guipúzcoa (Costa) | 1.º      |
| 1954-55   | 3     | 3ª (Grupo IV)                 | 5.º      |
| 1955-56   | 3     | 3ª (Grupo IV)                 | 12.º     |
| 1956-57   | 4     | 1ª Regional Guipúzcoa (Costa) | 5.º      |
| 1957-58   | 4     | 1ª Regional Navarra           | 10.º     |
| 1958-59   | 3     | 3ª (Grupo IV)                 | 12.º     |
| 1959-60   | 4     | 1ª Regional Navarra           | 1.º      |
| 1960-61   | 3     | 3ª (Grupo IV)                 | 15.º     |
| 1961-62   | 3     | 3ª (Grupo IV)                 | 16.º     |
| 1962-63   | 4     | 1ª Regional Navarra           | 5.º      |
| 1963-64   | 4     | 1ª Regional Navarra           | 3.º      |
| 1964-65   | 4     | 1ª Regional Navarra           | 8.º      |
| 1965-66   | 4     | 1ª Regional Navarra           | 5.º      |
| 1966-67   | 4     | 1ª Regional Navarra           | 3.º      |

| Temporada | Nivel | División            | Posición |
| --------- | ----- | ------------------- | -------- |
| 1967-68   | 4     | 1ª Regional Navarra | 13.º     |
| 1968-69   | 4     | 1ª Regional Navarra | 5.º      |
| 1969-70   | 4     | 1ª Regional Navarra | 2.º      |
| 1970-71   | 4     | 1ª Regional Navarra | 14.º     |
| 1971-72   | 4     | 1ª Regional Navarra | 17.º     |
| 1972-73   | 4     | 1ª Regional Navarra | 1.º      |
| 1973-74   | 4     | 1ª Regional Navarra | 7.º      |
| 1974-75   | 4     | Preferente Navarra  | 17.º     |
| 1975-76   | 5     | 1ª Regional Navarra | 1.º      |
| 1976-77   | 4     | Preferente Navarra  | 18.º     |
| 1977-78   | 6     | 1ª Regional Navarra | 6.º      |
| 1978-79   | 6     | 1ª Regional Navarra | 3.º      |
| 1979-80   | 6     | 1ª Regional Navarra | 6.º      |
| 1980-81   | 6     | 1ª Regional Navarra | 1.º      |
| 1981-82   | 5     | Preferente Navarra  | 8.º      |
| 1982-83   | 5     | Preferente Navarra  | 19.º     |
| 1983-84   | 6     | 1ª Regional Navarra | 6.º      |

| Temporada | Nivel | División            | Posición |
| --------- | ----- | ------------------- | -------- |
| 1984-85   | 6     | 1ª Regional Navarra | 7.º      |
| 1985-86   | 6     | 1ª Regional Navarra | 2.º      |
| 1986-87   | 5     | Preferente          | 1.º      |
| 1987-88   | 4     | 3ª (Grupo XV)       | 10.º     |
| 1988-89   | 4     | 3ª (Grupo XV)       | 10.º     |
| 1989-90   | 4     | 3ª (Grupo XV)       | 12.º     |
| 1990-91   | 4     | 3ª (Grupo XV)       | 2.º      |
| 1991-92   | 3     | 2ªB (Grupo I)       | 16.º     |
| 1992-93   | 3     | 2ªB (Grupo II)      | 12.º     |
| 1993-94   | 3     | 2ªB (Grupo II)      | 9.º      |
| 1994-95   | 3     | 2ªB (Grupo II)      | 12.º     |
| 1995-96   | 3     | 2ªB (Grupo II)      | 16.º     |
| 1996-97   | 3     | 2ªB (Grupo II)      | 20.º     |
| 1997-98   | 4     | 3ª (Grupo XV)       | 3.º      |
| 1998-99   | 4     | 3ª (Grupo XV)       | 4.º      |
| 1999-00   | 4     | 3ª (Grupo XV)       | 4.º      |

LEYENDA
```
 :Ascenso de categoría

 :Descenso de categoría
```